# Hinder
Gli Hinder sono un gruppo hard rock statunitense dell'Oklahoma formato nel 2001 dal batterista Cody Hanson, dal chitarrista Joe Garvey e dal cantante Austin Winkler. La band fa parte della Oklahoma Music Hall of Fame dal 2007.

## Storia del gruppo

### Primi anni (2001-2004)
Prima di formare il gruppo, Austin Winkler ha cantato in una cover band di Oklahoma City fino al luglio 2001, quando ha conosciuto il batterista Cody Hanson e il chitarrista Joe Garvey a una festa del college. In seguito all'incontro i tre formarono gli Hinder e iniziarono a suonare in un locale di Oklahoma City, chiamato The Blue Note, attirando i primi fan. I guadagni dei concerti sono serviti alla band per pubblicizzare, oltre che a pagarsi, il primo lavoro, un EP intitolato Far from Close. L'album è stato pubblicato nel 2003 per l'etichetta indipendente Brickden Records e ha venduto circa 5,000 copie. Due anni dopo, il bassista Mike Rodden e il chitarrista ritmico Mark King si sono uniti al gruppo. Winkler scrive la maggior parte della musica della band insieme al batterista Cody Hanson.

### Extreme Behavior(2004-2007)
Dopo l'uscita di Far from Close, gli Hinder hanno ricevuto offerte da Atlantic Records, Roadrunner Records e Universal Records, firmando alla fine con quest'ultima nel 2005; più tardi in quell'anno è uscito il loro disco di debutto per una major, Extreme Behavior. L'album è stato prodotto da Brian Howes che, insieme a Cody Hanson e Austin Winkler, ha scritto molto del materiale dell'album. Il disco ha vinto tre dischi di platino, ma All Music Guide ha definito Extreme Behavior uno dei peggiori album del 2005.
Gli Hinder sono andati in tour e hanno pubblicato singoli in supporto al loro primo album. Il loro singolo di debutto, "Get Stoned", è stato pubblicato nell'ottobre 2005. Il secondo singolo, "Lips of an Angel", è apparso nelle classifiche di Stati Uniti, Canada, Australia, Nuova Zelanda e Singapore: la canzone è rimasta nelle classifiche neozelandesi per 41 settimane, di cui due alla numero 1. Il terzo singolo "How Long" è stato pubblicato a settembre 2006 arrivando alla numero 6 della US Billboard Hot Mainstream Rock Tracks chart.
Come regalo di Natale per la Hinder Army, il fanclub ufficiale, il gruppo ha registrato la propria versione della canzone di pubblico dominio "A Little Drummer Boy", pubblicata sul sito del fanclub.
La seconda canzone a essere uscita in Nuova Zelanda è stata Better Than Me, rimasta in classifica per tre settimane e arrivando al massimo alla numero 16.
Nel 2007, gli Hinder sono entrati nella Oklahoma Music Hall of Fame, e nell'ottobre dello stesso anno hanno pubblicato un'edizione limitata CD/DVD di Extreme Behavior intitolata You Can't Make This Shit Up.
Il 21 dicembre 2007 Winkler è stato arrestato a Jonesboro, Arkansas in sospetto di guida in stato di ebbrezza di ritorno dalla sua festa di fidanzamento.

### Take It to the Limit(2008-2009)
Il primo singolo, Use Me, estratto dal secondo album della band, è uscito il 15 luglio 2008 arrivando alla numero 3 nella chart US Mainstream Rock Tracks. Il nuovo disco, Take It to the Limit, è stato pubblicato il 4 novembre 2008; l'album ha segnato un cambiamento di stile nella musica degli Hinder portando la band in una direzione leggermente più influenzata dal rock anni '80. Il gruppo ha annunciato la pubblicazione del secondo singolo, "Without You", il 13 settembre 2008 sulla propria pagina MySpace. Take It to the Limit è entrato alla n. 4 nella Billboard 200 con 81,000 copie vendute nella prima settimana.
Verso la fine del 2008, gli Hinder sono stati gli headliner dello Jägermeister Music Tour, con Trapt e Rev Theory anch'essi in scaletta.
Winkler e l'attrice e modella Jami Miller si sono sposati a fine luglio 2008, dopo essersi conosciuti sul set del video della cover di "Born to Be Wild" per la NASCAR.
All'inizio del 2009, gli Hinder hanno partecipato al Motley Crue's Saints of Los Angeles Tour al quale hanno preso parte anche Theory of a Deadman e The Last Vegas.
A luglio, gli Hinder hanno partecipato al Nickelback's Dark Horse Tour, organizzato da Live Nation in arene all'aperto: altre band impegnate nel tour sono state Papa Roach e Saving Abel.

### All American Nightmare(2010-2012)
Nei primi mesi del 2010 la band è stata impegnata nella scrittura e nella registrazione del materiale per il suo terzo disco, intitolato All American Nightmare, uscito il 7 dicembre 2010, con il primo singolo, la title track, pubblicato il 14 settembre 2010. Nonostante l'album dovesse essere inizialmente prodotto da Howard Benson, Kevin Churko è stato poi annunciato come produttore.
Winkler ha dichiarato che la band ha iniziato a registrare durante il tour di Take It To The Limit. "Abbiamo scritto circa 70 canzoni, di cui circa 50 registrate, fino ad arrivare a 12", ha spiegato il cantante. "È qualcosa che non abbiamo mai fatto, quindi è come se fosse il nostro ultimo figlio. Molte delle [altre] canzoni potrebbero fare anche schifo, non lo sappiamo. Non lo sai veramente fino a quando non esci allo scoperto e hai più di due opinioni". Sia lui e il batterista Cody Hanson hanno fatto l'esempio del brano "Memory" come uno che è stato molto vicino a far parte dell'album. "Parla dello stare con la tua donna - quella con la quale stai insieme da tanto, non una qualsiasi che hai incontrato per strada - e del riuscire ancora a divertirti con tua moglie o ragazza", ha affermato Hanson. "Io stesso ho avuto una relazione per nove anni, perciò è stato figo scrivere una canzone del genere".

### Welcome to the Freakshow(2012-2013)
Il 9 agosto 2012, gli Hinder hanno annunciato tramite i social network Facebook e Twitter che il nuovo album si intitolerà Welcome to the Freakshow. L'album dovrebbe essere pubblicato 4 dicembre 2012. Gli Hinder, tra l'altro, avevano già pubblicato il primo singolo, "Save Me", il 30 agosto 2012.
Il 20 novembre 2013 il gruppo annuncia la separazione dal cantante Austin Winkler. Il suo posto viene preso da Nolan Neal.

### When the Smoke Clears(2014-presente)
Il 4 novembre 2014 il gruppo annuncia la firma di un contratto con la The End Records e l'uscita di un nuovo singolo, intitolato Hit the Ground, pubblicato il 24 novembre 2014.
Il 22 gennaio 2015, dopo l'abbandono del nuovo cantante Nolan Neal, il gruppo annuncia che Marshal Dutton è il nuovo cantante del gruppo, già collaboratore del gruppo durante i tour del 2012 e produttore degli album del gruppo.
Il 16 aprile 2015 il gruppo pubblica il videoclip del brano Hit the Ground.

## Formazione

### Formazione attuale
- Marshal Dutton – voce (2015-presente)
- Joe Garvey – chitarra solista (2001-presente)
- Mark King – chitarra ritmica (2001-presente)
- Mike Rodden – basso (2001-presente)
- Cody Hanson – batteria (2001-presente)

### Ex componenti
- Austin Winkler – voce (2001-2013)
- Nolan Neal – voce, chitarra (2014-2015)

## Discografia

### Album in studio
- 2005 – Extreme Behavior
- 2008 – Take It to the Limit
- 2010 – All American Nightmare
- 2012 – Welcome to the Freakshow
- 2015 – When the Smoke Clears

### Singoli
- 2005 – Get Stoned
- 2006 – Lips of an Angel
- 2006 – How Long
- 2007 – Better Than Me
- 2007 – Homecoming Queen
- 2007 – Born to Be Wild
- 2008 – Use Me
- 2008 – Without You
- 2009 – Up All Night
- 2009 – Loaded And Alone
- 2009 – The Best is Yet to Come
- 2010 – All American Nightmare
- 2011 – What Ya Gonna Do
- 2011 – The Life
- 2012 – Save Me
- 2013 – Should Have Known Better
- 2014 – Hit the Ground